# Mistrzostwa Świata w Biathlonie 2015
47. mistrzostwa świata w biathlonie odbyły się w dniach 5–15 marca 2015 roku w fińskim Kontiolahti. Fińska kandydatura pokonała norweską kandydaturę Oslo. Były to trzecie mistrzostwa świata w biathlonie, rozgrywane w tym miejscu.
Największą liczbę medali zdobyli Norwegowie, ale nie zdołali powtórzyć dokonania z poprzednich mistrzostw, gdzie wygrali klasyfikację medalową. Na tych mistrzostwach z dorobkiem 7 medali (1-4-2) zajęli trzecią pozycję. Wygrali ją Francuzi (3-2-1), przed Niemcami (3-2-0). Wśród kobiet najwięcej, bo z czterema medalami mistrzostwa zakończyła Marie Dorin Habert (złote krążki w sprincie i biegu pościgowym i srebra w sztafetach). Więcej niż jeden medal indywidualnie zdobyła także Weronika Nowakowska-Ziemniak, która zdobyła odpowiednio srebro i brąz w tych samych konkurencjach co Francuzka oraz Wałentyna Semerenko (brąz w sprincie, złoto w biegu masowym). W rywalizacji mężczyzn najwięcej medali indywidualnie zdobył Tarjei Bø – brąz w sprincie, biegu pościgowym i biegu masowym. Oprócz niego multimedalistą był też Ondřej Moravec – brązowy medal w biegu indywidualnym i srebro w biegu masowym.

## Program mistrzostw
Program mistrzostw
| Dzień    | Początek | Początek | Konkurencja                | Liczba uczestników |
| Dzień    | EET      | CET      | Konkurencja                | Liczba uczestników |
| -------- | -------- | -------- | -------------------------- | ------------------ |
| 5 marca  | 18:15    | 17:15    | Sztafeta mieszana          | 26 * 4             |
| 7 marca  | 14:00    | 13:00    | Sprint mężczyzn            | 129                |
| 7 marca  | 17:30    | 16:30    | Sprint kobiet              | 107                |
| 8 marca  | 14:15    | 13:15    | Bieg pościgowy mężczyzn    | 60                 |
| 8 marca  | 17:00    | 16:00    | Bieg pościgowy kobiet      | 60                 |
| 11 marca | 18:15    | 17:15    | Bieg indywidualny kobiet   | 105                |
| 12 marca | 18:15    | 17:15    | Bieg indywidualny mężczyzn | 127                |
| 13 marca | 18:15    | 17:15    | Sztafeta kobiet            | 25 * 4             |
| 14 marca | 17:30    | 16:30    | Sztafeta mężczyzn          | 27 * 4             |
| 15 marca | 14:30    | 13:30    | Bieg masowy kobiet         | 30                 |
| 15 marca | 17:15    | 16:15    | Bieg masowy mężczyzn       | 30                 |

## Terminarz
| Konkurencja                | Data     | Godzina   | Złoto                                                                           | Srebro                                                                                 | Brąz                                                                                       | Źr.    |
| -------------------------- | -------- | --------- | ------------------------------------------------------------------------------- | -------------------------------------------------------------------------------------- | ------------------------------------------------------------------------------------------ | ------ |
| Sztafeta mieszana          | 5 marca  | 17:15 CET | Czechy Veronika Vítková · Gabriela Soukalová · Michal Šlesingr · Ondřej Moravec | Francja Anaïs Bescond · Marie Dorin Habert · Jean-Guillaume Béatrix · Martin Fourcade  | Norwegia Fanny Welle-Strand Horn · Tiril Eckhoff · Johannes Thingnes Bø · Tarjei Bø        | [ 1 ]  |
| Sprint mężczyzn            | 7 marca  | 13:00 CET | Johannes Thingnes Bø                                                            | Nathan Smith                                                                           | Tarjei Bø                                                                                  | [ 2 ]  |
| Sprint kobiet              | 7 marca  | 16:30 CET | Marie Dorin Habert                                                              | Weronika Nowakowska-Ziemniak                                                           | Wałentyna Semerenko                                                                        | [ 3 ]  |
| Bieg pościgowy mężczyzn    | 8 marca  | 13:15 CET | Erik Lesser                                                                     | Anton Szypulin                                                                         | Tarjei Bø                                                                                  | [ 4 ]  |
| Bieg pościgowy kobiet      | 8 marca  | 16:00 CET | Marie Dorin Habert                                                              | Laura Dahlmeier                                                                        | Weronika Nowakowska-Ziemniak                                                               | [ 5 ]  |
| Bieg indywidualny kobiet   | 11 marca | 17:15 CET | Jekatierina Jurłowa                                                             | Gabriela Soukalová                                                                     | Kaisa Mäkäräinen                                                                           | [ 6 ]  |
| Bieg indywidualny mężczyzn | 12 marca | 17:15 CET | Martin Fourcade                                                                 | Emil Hegle Svendsen                                                                    | Ondřej Moravec                                                                             | [ 7 ]  |
| Sztafeta kobiet            | 13 marca | 17:15 CET | Niemcy Franziska Hildebrand · Franziska Preuß · Vanessa Hinz · Laura Dahlmeier  | Francja Anaïs Bescond · Enora Latuillière · Justine Braisaz · Marie Dorin Habert       | Włochy Lisa Vittozzi · Karin Oberhofer · Nicole Gontier · Dorothea Wierer                  | [ 8 ]  |
| Sztafeta mężczyzn          | 14 marca | 16:30 CET | Niemcy Erik Lesser · Daniel Böhm · Arnd Peiffer · Simon Schempp                 | Norwegia Ole Einar Bjørndalen · Tarjei Bø · Johannes Thingnes Bø · Emil Hegle Svendsen | Francja Simon Fourcade · Jean-Guillaume Béatrix · Quentin Fillon Maillet · Martin Fourcade | [ 9 ]  |
| Bieg masowy kobiet         | 15 marca | 13:30 CET | Wałentyna Semerenko                                                             | Franziska Preuß                                                                        | Karin Oberhofer                                                                            | [ 10 ] |
| Bieg masowy mężczyzn       | 15 marca | 16:15 CET | Jakov Fak                                                                       | Ondřej Moravec                                                                         | Tarjei Bø                                                                                  | [ 11 ] |

## Tabela medalowa
| #   | Reprezentacja | Złoto | Srebro | Brąz | Razem |
| --- | ------------- | ----- | ------ | ---- | ----- |
| 1.  | Francja       | 3     | 2      | 1    | 6     |
| 2.  | Niemcy        | 3     | 2      | 0    | 5     |
| 3.  | Norwegia      | 1     | 2      | 4    | 7     |
| 4.  | Czechy        | 1     | 2      | 1    | 4     |
| 5.  | Rosja         | 1     | 1      | 0    | 2     |
| 6.  | Ukraina       | 1     | 0      | 1    | 2     |
| 7.  | Słowenia      | 1     | 0      | 0    | 1     |
| 8.  | Polska        | 0     | 1      | 1    | 2     |
| 9.  | Kanada        | 0     | 1      | 0    | 1     |
| 10. | Włochy        | 0     | 0      | 2    | 2     |
| 11. | Finlandia     | 0     | 0      | 1    | 1     |